# Carl Ritter
Carl Ritter (Quedlinburg, 7 de agosto de 1779 - Berlín, 28 de septiembre de 1859) fue un naturalista y geógrafo alemán.
Entre sus logros destacan las explicaciones de las relaciones existentes entre el medio físico y la vida del hombre, prestando menos atención a los fenómenos físicos y poniendo el acento en la vida social y los procesos históricos.
Junto a Alexander von Humboldt, es considerado uno de los fundadores de la geografía moderna (y uno de los fundadores de la Sociedad de Geografía de Berlín). Desde 1820 y hasta su fallecimiento ocupó la Cátedra de Geografía en la Universidad Humboldt de Berlín.

## Trabajo
La obra maestra de Carl Ritter formada por 19 volúmenes para que estudiar Die Erdkunde im Verhältnis zur Natur und Geschichte des Menschen (Las ciencias de la Tierra en relación a la Naturaleza e Historia de la Humanidad), escrita en 1817-1859, desarrolló con una extensión prodigiosa el tema de la influencia del medio físico en la actividad humana. Aseveró que "La estructura física de cada uno es un elemento decisivo en el progreso histórico de cada nación". A pesar de su extensión, el trabajo quedó incompleto debido a la muerte de Ritter, cubriendo solamente Asia y África.
El impacto de Ritter en la Geografía ha sido especialmente destacable porque fortaleció una nueva concepción de la misma. Esta nueva concepción geográfica es fruto de su formación filosófica e histórica, así como del idealismo alemán y del contacto directo con Pestalozzi. Entre sus obras destaca Erdkunde, con 21 volúmenes y publicada entre 1833 y 1839.
Según su punto de vista "la geografía es un tipo de fisiología y de anatomía comparativa de la Tierra: ríos, montañas, glaciares, etc., son distintos órganos cada uno de los cuales posee sus propias funciones, y, como este marco físico es la base del hombre, determinándolo durante toda su vida, así la estructura física de cada país es un elemento decisivo en el progreso histórico de cada nación."
"La Tierra es un individuo cósmico con una estructura particular, un ens sui generis con un desarrollo progresivo: la exploración de esta individualidad de la Tierra es la tarea objeto de la geografía".
Las teorías de Ritter han tenido asimismo implicancias en la geografía política. Su concepción de un modelo orgánico del Estado ha sido usado para justificar la teoría del “espacio vital o lebensraum, incluso a costa de la eliminación de otra nación o pueblo, interpretando que la conquista es una necesidad biológica para el crecimiento del Estado. Sus ideas fueron adoptadas y desarrolladas por el geoestratega alemán Friedrich Ratzel y adoptadas por el geoestratega nazi Karl Haushofer.

## Astronomía
- El cráter lunar Ritter lleva este nombre en su memoria,[1] honor compartido con el ingeniero alemán del mismo apellido August Ritter (1826-1908).

- La abreviatura «K.Ritter» se emplea para indicar a Carl Ritter como autoridad en la descripción y clasificación científica de los vegetales.[2]